# Tillbaka till Skattkammarön
Tillbaka till Skattkammarön (ryska: О́стров сокро́вищ, Óstrov sokróvisjtj) är en sovjetisk animerad film, skapad av studion Kievnautjfilm på order av Gosteleradio SSSR, regisserad av David Tjerkasskij baserad på Robert Louis Stevensons roman Skattkammarön (1883). Filmen består av två delar: Kapten Flints karta (Карта капитана Флинта, 1986) och Kapten Flints skatt (Сокровища капитана Флинта, 1988). Filmen hade premiär den 24 mars 1989 på Sovjetunionens centraltelevision.
I filmen varvas animerade scener med musiknummer och scener med skådespelare som illustrerar händelserna i den tecknade filmen eller hanterar vissa problem som är förknippade med piraters livsstil som girighet, rökning eller alkoholism.
2006 utgav föreningen Krupnyj Plan en restaurerad version av filmen.

## Handling
Billy Bones, som fått tag på Flints skattkarta, ger sig av till ett värdshus för att gömma sig från ett gäng skurkar ett tag. Men innan skurkarna hittar och dödar honom och tvingar honom att ge ifrån sig kartan berättar han om kartan för husvärden Jim Hawkins som ger sig iväg med kartan tillsammans med kapten Smollett och dr. Livesey för leta efter skatten.

## Rollista

### Röstskådespelare
- Valerij Bessarab — Jim Hawkins
- Armen Dzjigarchanjan — John Silver / Lanky
- Viktor Andrijenko — kapten Alexander Smollett / Billy Bones / John Silver[4]
- Jevgenij Papernij — dr. David Livesey / uppläsare / pirat med kedjad kanonkula
- Boris Voznjuk — squire John Trelawney
- Jurij Jakovlev — Ben Gunn
- Georgij Kisjko — Blind Pew
- Vladimir Zadneprovskij — feg pirat
- Grigorij Toltjinskij — Black Dog

### Skådespelare
- Gruppen "Grotesk" (Odessa-teatern "Grotesk"):[5]
  - Valerij Tjigljaev — huvudpiraten (också värd) / Flint
  - Viktor Andrijenko — pirat i svart väst
  - Anatolij Djatjenko — pirat "med klagande röst"
  - Vjatjeslav Dubinin — pirat med skägg
  - Michail Tserisjenko — pirat med kort mustasch (avsnitt 2)
  - Alexander Levit — pirat med liten mustasch (avsnitt 1) / pirat med morrhår / Ben Gunn i sin ungdom (avsnitt 2)
  - Vladimir Bystrjakov — musikvideokaraktär
  - Vitalij Vasilkov — 2:a piraten
  - Semjon Grigorijev — sned pirat i brun klänning
  - David Tjerkasskij — 3:e piraten
  - Vladimir Tjigljaev — 4:e piraten
  - Oleg Sjeremenko — 5:e piraten / musikvideokaraktär
  - Jurij Nevgamon — Flint (i berättelsen om Ben Gunn)

### Filmteam
- Manusförfattare — Jurij Alikov, David Tjerkasskij
- Filmregissör — David Cherkassky
- Scenograf — Radna Sakhaltuev
- Kompositör — Vladimir Bystrjakov
- Författare till låttexterna — Naum Olev och Arkadij Gartsman
- Kameraman — Vladimir Belorussov
- Ljudtekniker — Victor Gruzdev
- Animatörer: Vladimir Vrublevskij (avsnitt 1), Natalja Zurabova (avsnitt 1), Jelena Kasavina (avsnitt 1), Alexander Lavrov, Sergej Kusjnerov, Sergej Gizila, Ilja Skorupskij, Marina Medved (avsnitt 2), Mark Bykov (avsnitt 2), Jelena Zujeva (avsnitt 2), Andrej Karbovnitjij, Vladimir Solovjov, Michail Titov (avsnitt 1), Natalija Martjenkova (avsnitt 1), V. Omeltjuk (avsnitt 1).
- Artister: L. Burlanenko (avsnitt 1), Jakov Petrusjanskij, Jelena Perekladova (krediterad som L. Perekladova) (avsnitt 1), O. Jankovskaja (avsnitt 1), Igor Kotkov, Natalija Mjakota, Tatiana Tjerni.
- Assistenter: R. Lumelskaja, L. Kutjerova, V. Rjabkina, N. Severina, I. Sergejeva (serie 1), V. Bozjenok (serie 2).
- Klippare: Juna Srebnitskaja
- Redaktör: Svetlana Kutsenko
- Exekutiv producent: Boris Kalasjnikov

## DVD-utgåvor
- Filmen blev utgiven för första gången på DVD av Discovery.
- 2005 utgav distributionsbolaget RUSCICO filmen på DVD (Zon 0).
- 2006 utgav Krupnyj Plan en restaurerad version av filmen på DVD (zon 0).

## Versioner och PC-spel
- 1992 släpptes en rent tecknad version av denna film i USA, med titeln The Return to Treasure Island. Den amerikanska versionen är 34 minuter kortare, utan musiknummer[6] och med ny musik. Denna version av filmen släpptes senare på VHS i Sverige av Ozon Media.
- 2005 släppte Action Forms arkaddatorspelet Ostrov sokrovisjtj (Остров сокровищ) baserat på och med bilder från den tecknade filmen. Skådespelarna från den ursprungliga filmen deltog i dubbningen av spelet - särskilt Viktor Andrijenko och Jevgenij Papernij; David Tjerkasskij listas också som regissör.[7]